# Burg Pierre-Percée

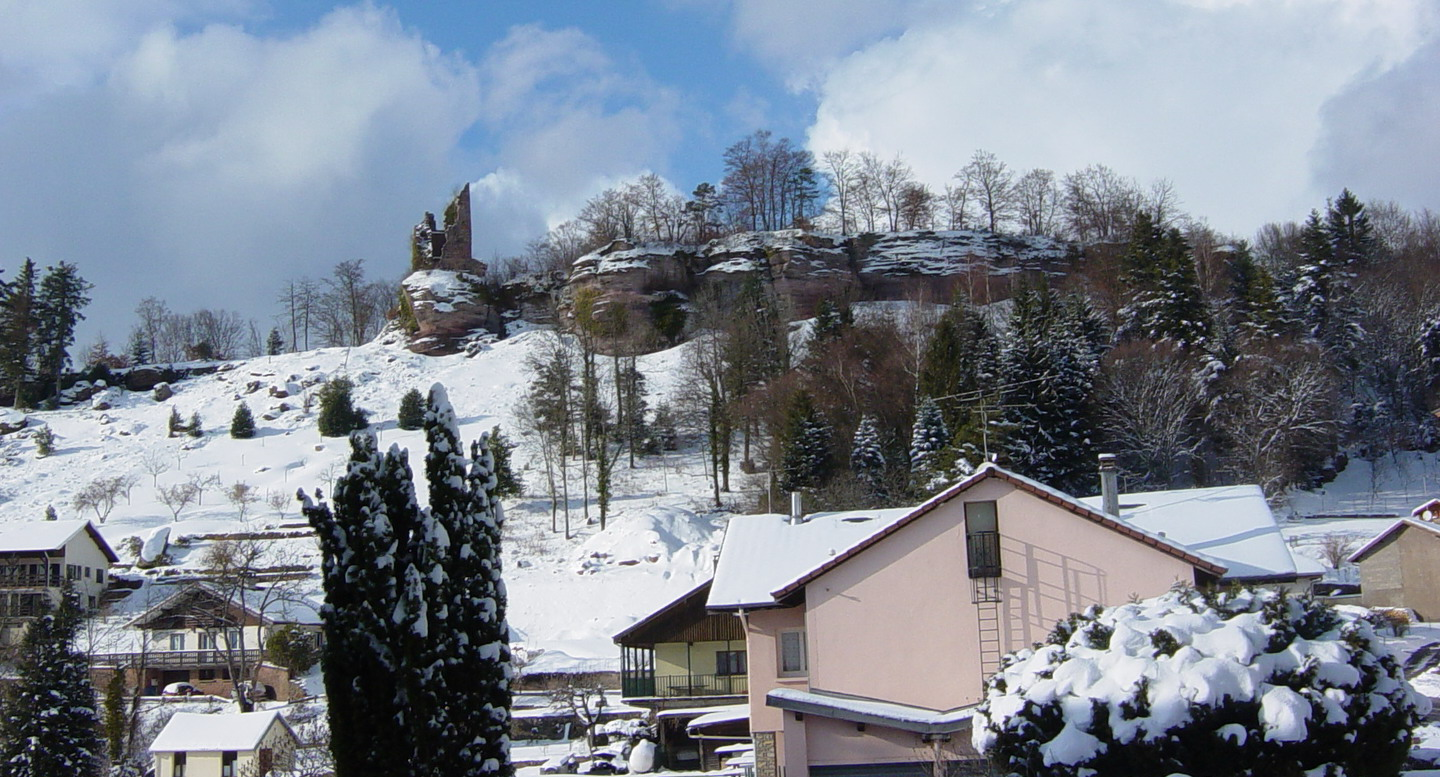
Pierre-Percée

Langstein 1755

Die Burg Pierre-Percée (deutsch: Langstein oder Langenstein) ist eine Burgruine in Pierre-Percée in Frankreich.
Die Burg gelangte bereits im 12. Jahrhundert über die Gräfin Agnes von Bar an die Grafschaft Salm und wurde im Dreißigjährigen Krieg durch französisch-schwedische Truppen zerstört. Auf der Burg gibt es einen 30 m tiefen Burgbrunnen, der in den Fels geschlagen wurde.
Erhalten hat sich vor allem der Bergfried auf einem langen Felsriff in wohlgeformten Buckelquadern. Die Burg Pierre-Percée ist damit neben Burg Turquestein eine der wenigen stauferzeitlichen Burganlagen westlich des Vogesen-Hauptkammes.